# Rua do Loureiro
A Rua do Loureiro é um arruamento situado na União das Freguesias de Cedofeita, Santo Ildefonso, Sé, Miragaia, São Nicolau e Vitória, originalmente na Freguesia da Sé da cidade do Porto, em Portugal. É uma artéria antiga e conhecida ao lado da Estação de São Bento.

## Origem do nome
Segundo Germano Silva, o atual nome da Rua do Loureiro aparece em 1744 mas não se sabe porquê, se provem de nome de alguém ou da árvore com o mesmo nome. É um enigma como tantos outros da toponímia portuense. O que não há dúvida é que se trata de uma das mais antigas ruas do Porto. Também não é de excluir a hipótese da existência de casas de bebidas (“tascos”) tão comuns no Porto que costumavam exibir à porta um ramo de loureiro, sinal de bom vinho

## História
Esta rua do centro histórico do Porto já existia no sec. XIII com o nome de Rua dos Carros devido a ser usada pelos carros de bois que passavam com carregamentos para entrar e sair da cidade pela porta oriental, ou Porta do Sol, a única porta da muralha que o permitia na altura. No sec. XVI D. Manuel manda construir o Mosteiro de São Bento de Avé-Maria para concentrar nesse mosteiro as freiras de vários pequenos mosteiros do norte a fim de as freiras estarem mais protegidas de assaltos e certamente para aproveitamento dos recursos que assim ficavam concentrados num só.
Este mosteiro de Ave Maria vai ser construído nos terrenos do bispo (na horta do bispo). Esta artéria passa assim a ser chamada  de Rua das Freiras de São Bento. O mosteiro recebe várias rendas para sustento das freiras e uma delas são os foros e dizimas pagos pelas casas da Rua do Loureiro (das Freiras de S.Bento).
D. Manuel I manda também abrir a Rua (de Santa Catarina) das Flores para dar melhor acesso à Ribeira e nessa rua passa a haver muitos ourives de ouro e joelharia. A Rua do Mouzinho ainda não existia. Na Rua do Loureiro localizaram-se os ourives de prata. Era pois uma rua digna e rica. Se compararmos as janelas e varandas das duas ruas vemos que são semelhantes.
Nos anos 50 e 60 do século passado na Rua do Loureiro passavam muitas pessoas e uma grande percentagem de padres que iam e vinham da Sé e da Batalha, pois era o caminho mais direto do centro e da estação de São Bento para lá. A rua era bem frequentada e aí existiam casas comerciais importantes como a Agência Abreu, a Casa das Balanças, o Café Astória, a Farmácia Barros, a Ourivesaria Cunha (agora Pastelaria A Serrana) e outras. Na Casa Teixeira, estabelecimento de Arte Sacra paravam frequentemente padres que “faziam horas” para irem para o comboio.
Com a abertura da Av. Da Ponte (Av. D.Afonso Henriques) a Rua do Loureiro perdeu importância e muitas firmas mudaram para outras artérias da cidade.  Contudo, continua a ser uma rua notável na cidade pela sua história, pela sua arquitetura e arte típica do barroco portuense. Duas grandes referencias tem esta rua: o mosteiro  (de freiras) e a Estação Ferroviária de São Bento no passado e no presente. Famosa é a imagem de origem inglesa desta rua na antiga nota de cem escudos, 100$00, de Camilo Castelo Branco.
A Rua do Loureiro ainda chegou a conhecer algum fulgor comercial nas décadas de 70 e 80, devido à concentração de lojas especializadas em equipamentos eletrónicos como rádios, auto-rádios, televisores, etc; quando ainda não havia centros comerciais tais como os conhecemos atualmente. Note-se por exemplo a fundação da Rádio Popular em 24 de março de 1977 logo ali ao lado, na Rua Chã.
Hoje, é predominantemente uma zona de comércio de asiáticos, vindos muitas vezes das antigas colónias, que negoceiam em diversos produtos, desde relógios a panos, artesanato, rádios, televisões e artigos desportivos. Um local diferente da cidade, mas pacífico.

## Pontos de interesse
- Estação Ferroviária de Porto-São Bento e respetivos painéis de azulejo.
- Estação de Metro de São Bento concebida pelo Arquiteto Álvaro Siza Vieira.
- Painel estilo arte nova de Acácio Lino na atual Pastelaria Serrana, localizada quem sobe à direita.
- Esculturas de José de Oliveira Ferreira também na atual Pastelaria Serrana.
- "Maiores Bolas de Berlim do Porto", na Pastelaria Serrana.
- Casa Arcozelo, especializada em queijos e mercearia fina, localizada quem sobe à direita.

## Acessos
- Estação Ferroviária de Porto-São Bento
- Estação de Metro de São Bento
- Linhas Autocarro dos STCP ZH, 200, 202, 207, 301, 303, 305, 500, 900, 901, 904, 905 e 906.